# Ricardinho
Ricardo José Veiga Varzim Miranda (n. 24 martie 1994, Barcelos, Districtul Braga, Portugalia), mai cunoscut sub numele de Ricardinho, este un fotbalist portughez, care joacă pe post de fundaș la Petrolul Ploiești în SuperLiga României.